# Keremcem
Keremcem (egentligen Kerem Cem Dürük), född 28 december 1977, är en turkisk popartist och tevestjärna. Han har släppt fyra album, det första kom 2004.